# Bactrophalangium jakesi
Bactrophalangium jakesi is een hooiwagen uit de familie echte hooiwagens (Phalangiidae). De wetenschappelijke naam van Bactrophalangium jakesi gaat terug op Silhavý.